# Aleš Machů

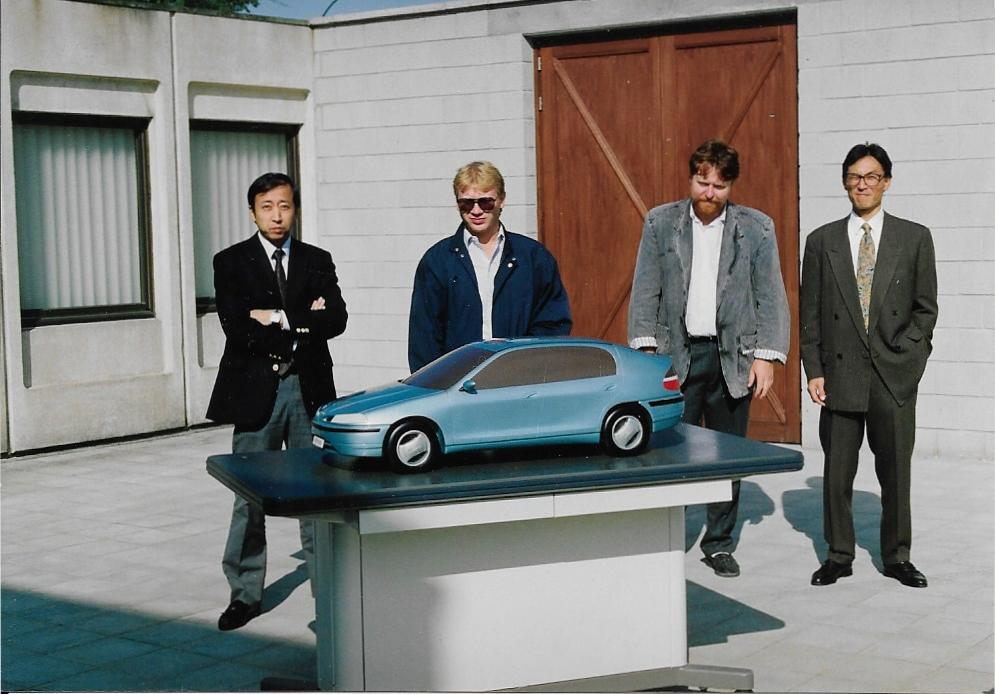
Předání designu Nissan Primera zástupcům Nissan. Aleš Machů druhý zprava. Brusel, rok 1992.

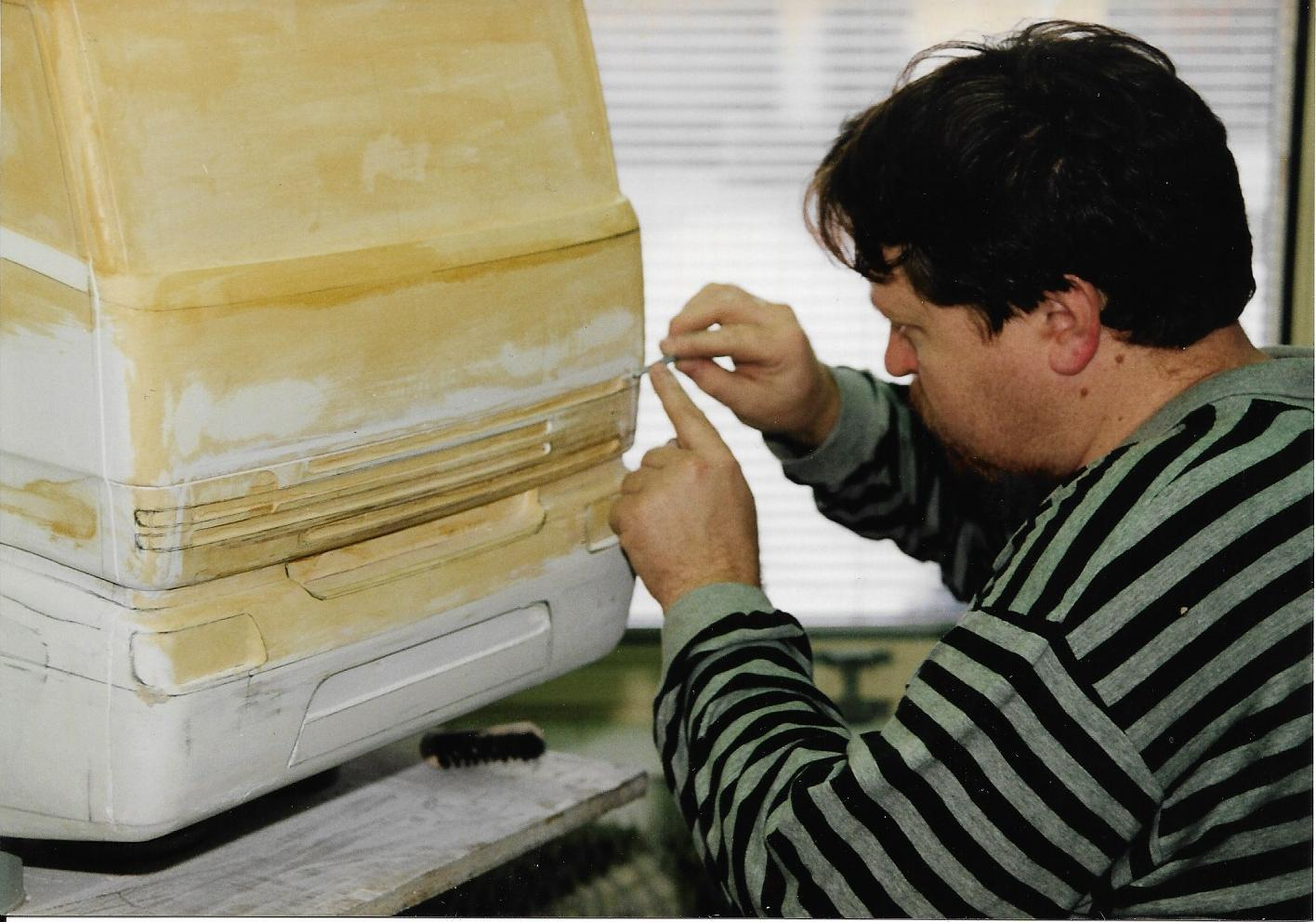
Příprava designového modelu Liaz Xena. Újezd (okr. Zlín), rok 1995.

Akademický sochař Aleš Machů (* 2. ledna 1960, Zlín) je český automobilový, letecký a průmyslový designer. 

## Vzdělání
Studoval na Střední uměleckoprůmyslové škole Uherské Hradiště a posléze absolvoval Vysokou školu uměleckoprůmyslovou v Praze, kde studoval na katedře průmyslového designu ve Zlíně v ateliéru Zdeňka Kováře, a získal titul akademický sochař.

## Tvorba
Před rokem 1989 působil jako nezávislý umělec a pracoval zakázkově také pro JZD Slušovice, přičemž za práci na přístroji Milkodat Set obdržel cenu Dobrý design 1989.
V devadesátých letech se začal více orientovat na automobilový design. Pracoval na přípravě designu prototypu nákladního vozu Liaz Xena či na mezinárodní zakázce pro japonskou značku Nissan, a to v rámci přípravu konceptu designu vozu Nissan Primera.
V roce 2005 byl oceněn ministrem průmyslu a obchodu cenou Dobrý design 2005 za automobilový design vozu Street Roadster Pony. Mezi jeho další známá a světově rozšířená díla patří také design spacích nástaveb nákladních automobilů, vstupních turniketů či zahradních traktorů.